# Tessères de Mamitu
Mamitu Tesserae
Pour les articles homonymes, voir Mamitu.
Les tessères de Mamitu (désignation internationale : Mamitu Tesserae) sont un ensemble de terrains polygonaux situé sur Vénus dans le quadrangle de Mead. Il a été nommé en référence à Mamitu (en), déesse akkadienne de la destinée.